# 1968年美利坚小姐抗议活动
美利坚小姐抗议活动发生在 1968 年 9 月 7 日，其时适逢 1969 年美利坚小姐竞选期，此次活动约有 200 名女权主义者和民权倡导者参加。这场女权主义抗议活动由纽约激进女权组织（New York Radical Women, NYRW）发起，她们将具有象征意义的女性产品，包括胸罩、发胶、化妆品、腰带、紧身胸衣、假睫毛、拖把等物品放入大西洋城木板路的“自由垃圾桶”。抗议者还在比赛大厅内打出了写有“妇女解放”的大型横幅，引发了全世界媒体对妇女解放运动的关注。
记者林赛·范·格尔德（Lindsy Van Gelder）将抗议者的反抗行为和越战抗议者烧毁征兵卡（Draft-card burning）相比较。而之后，“点燃文胸”永远地和“女性权益抗争者”联系在了一起，成为女权主义时代的流行语。

## 起因
纽约激进女权组织（New York Radical Women, NYRW）是一个活跃于民权运动、新左翼运动和反战运动的女性团体。该团体于 1967 年秋天由前电视童星罗宾·摩根（Robin Morgan）、卡罗尔·哈尼思（Carol Hanisch）组织 、舒拉米斯·费尔斯通（Shulamith Firestone）和帕姆·艾伦（Pam Allen）。 她们正在寻找一种合适的方式来引起人们对女权运动的关注。
哈尼思说，摩根、凯西·萨拉柴尔德（Kathie_Sarachild）等人观看了一部描述“美丽”标准如何规训女性的电影——其中包括美利坚小姐穿着泳衣游行的片段，她萌生了以美利坚小姐竞选活动为目标的想法。哈尼思认为，“这让我想到，抗议选美可能是让运动进入公众视野的好办法 ，一直到这个时候，我们还没有采取有效的行动。运动的规模很小，这是一件值得称道的事情——美利坚小姐是像'美国派'一般的偶像。谁敢议论这种事？”女权组织决定将民权运动的成功经验取而用之，并使其适应妇女解放的新理念。

### 目的
1968 年 8 月 29 日，摩根在致市长的一封信中请求获得许可。 她解释说，抗议的目的是为了表明她们反对选美比赛的重点——对女性身体的兴趣远大于对其智慧的关注，“过于关注年轻的肉体而非成熟的思想，过于关注商业赢利而非人性的闪光。”（出自信件 P5）

### 组织者与参与者
摩根在请求许可的信中将抗议的发起者称为“妇女解放”组织，一个“小团体与个人组成的松散联盟”。她是这次抗议活动的主要组织者。担任顾问赞助商的是弗洛伦斯·肯尼迪（Florynce Kennedy）的媒体研讨会，这是她于 1966 年创立的一个活动团体，该团体旨在抗议媒体对非裔美国人的报道。纽约激进女权组织的其他成员也参与了抗议并记录了这一事件：贝夫·格兰特 (Bev Grant) 是一位媒体中心和电影发行公司（Third World Newsreel）的音乐家兼电影制片人/摄影师，他拍摄了抗议活动和选美活动的胶片和照片。佩吉·多宾斯 (Peggy Dobbins) 是一名表演者和活动家，她创作了一个真人大小的美利坚小姐木偶，以狂欢节叫卖者的名义将其展示在木板人行道上。其他参与者还有全国妇女组织、女权主义者珍妮特·兰金以及美国公民自由联盟。男性被禁止参与其中。
活动新闻稿的蕴藏的情感之强烈，远超此次活动应当表达的情绪，例如：“美利坚小姐是行走的选美赞助商的广告。给她一点鼓励，她就会卖力地宣传你的产品……”，“去年她去了越南，鼓励我们的丈夫、父亲、儿子和男朋友以更好的精神去杀人或被杀……”

## 抗议

### 大西洋城木板人行道
约 200 名纽约激进女性团体成员或乘坐汽车，或包车前往了大西洋城。1968 年 9 月 7 日，来自纽约市、佛罗里达州、波士顿、底特律和新泽西州的约 400 名女权主义者聚集在美利坚小姐选美比赛外的大西洋城海滨木板人行道上。她们向社会中对女性的刻板印象以及美国社会对女性的规训提出抗议。她们举着标语游行，分发小册子，其中包括一本名为“不再有美利坚小姐”的小册子，并为一只活羊加冕——将选美比赛与县集市（Agricultural show）上的牲畜展示进行比较，包括一幅被标记为牛肉的女性插图。

### 自由垃圾桶
参与者们将自己的拖把、锅碗瓢盆、发胶、化妆品、腰带、束腰紧身衣、假睫毛、高跟鞋、卷发器、胸罩、时尚杂志，花花公子杂志以及其它“折磨或规训女性的刑具”丢进自由垃圾桶。
抗议者认为这场选美及其象征是对女性的压迫。她们谴责官方对美的定义，反对给“美国最美丽的女孩”贴标签、对其集体崇拜和剥削。抗议活动组织者之一萨拉柴尔德（Kathie_Sarachild）报道，“大批人群聚集在一起抗议，他们从我们手中抢走传单。”

### 选美赛场抗议
除了将物品扔进垃圾桶并在外面分发宣传品外，包括凯西·萨拉柴尔德（Kathie Sarachild）和卡罗尔·哈尼思（Carol Hanisch）在内的四名抗议者购买了门票并进入大厅。当即将离任的 1968 年美利坚小姐黛布拉·巴恩斯·斯诺德格拉斯 (Debra Barnes Snodgrass) 发表告别演说时，妇女们从阳台上展开一张写有“妇女解放”的床单，并高呼“妇女解放！” 和“不再有美利坚小姐！” 的口号，她们大声喊叫了六声，之后很快就被警察带走了。尽管活动现场的电视摄像机没有拍摄到她们，但全国各地的报纸都报道了这次抗议活动。 “我认为这次活动让‘妇女解放’这个词变得家喻户晓，”萨拉柴尔德说，“媒体开始关注女性权益，”哈尼思后来说。“我经常说，如果他们称我们为‘紧身裙燃烧者（girdle burners）’，那美国的每个女性都会跑来加入我们。”
即将离任的美利坚小姐斯诺德格拉斯认为，抗议者正在削弱数千名参赛者的辛勤工作——她们有的甚至还在上学，为了展示自己的才华，这些人付出了很大的努力。

## “点燃胸罩”故事的缘起
使用垃圾桶来处理女性物品这一富于戏剧性、象征性的做法引起了媒体的注意。抗议组织者哈尼思事后谈到自由垃圾桶时说：“我们本来打算烧掉那些东西，但警察局以我们在木板路上为由，不让我们烧。”《纽约邮报》林赛·范·格尔德 (Lindsy Van Gelder) 发表的一篇报道的标题是“胸罩燃烧者和美利坚小姐”。她的故事将女权主义抗议者与烧毁征兵卡的越战争抗议者进行了类比。在场人士表示，当时并没有人烧胸罩，也没有人将其脱下。
然而，广受人尊敬的作家约瑟夫·坎贝尔发现当地的一篇新闻报道称文章确实被烧毁，并且一名目击者证实了该新闻报道。文章和目击者反驳了女权主义者的说法，称实际上内衣在那天至少被短暂烧毁过。《大西洋城报》第 4 页的一篇文章报道了“胸罩燃烧者和木板路的闪电战”。文章称，“当胸罩、腰带、假发、卷发夹和流行女性杂志被扔进自由垃圾桶时，示威活动达到了抗议活动的顶峰，参与者们举着一只戴着金色横幅、写着“美利坚小姐”的小羔羊。”乔恩·卡茨（Jon Katz）在同一份报纸上写的第二篇报道并未提到燃烧内衣一事，但在坎贝尔对卡茨的采访中，当天他在现场，可以证实胸罩和其他物品被点燃：“……火势很小，很快就被扑灭了。”抗议者后来坚称这并非事实。
包括罗宾·摩根在内的组织者都鼓励将女性焚烧文胸和越战抗议者焚烧征兵卡相比较。这句话成为新闻头条，很快与选择不戴胸罩的女性联系在一起。 再之后，在流行文化中女权主义就和“燃烧文胸”联系在了一起。
南卡罗来纳大学博福特分校社会学副教授黛博拉·J·科汉 (Deborah J. Cohan) 认为，对于女权主义而言，“燃烧胸罩”已然对其产生了负面影响。
当人们说，“你是那些燃烧胸罩的女权主义者之一吗？”——是的，我已经被问过很多次了——问这个问题的人是出于对女权主义的敌意而这样做的。

### 历史
燃烧文胸呼应了上一代女权主义者，他们呼吁燃烧紧身胸衣，并将其作为迈向解放的一步。1873 年，伊丽莎白·斯图尔特·菲尔普斯·沃德 (Elizabeth Stuart Phelps Ward，作家，活动家) 写道：
烧掉紧身胸衣！ ……不，你也不拯救鲸骨，你再也不需要鲸骨（旧时用以支撑衣服）了。 把多年来束缚着你胸膛和腹部的冰冷金属点燃，松一口气吧，我向你保证，从这一刻起，你自由了。

### 抵制
作家兼女权主义者邦妮·J·道 (Bonnie J. Dow) 认为，女权主义与燃烧文胸之间建立的联系是受到反女权运动者的鼓吹。“燃烧文胸”创造了一种表象，即女性（女权主义者）并不是真正寻求摆脱性别歧视，而是试图宣称自己只是作为一种性别存在（吸引眼球）。正如她在《女权主义、美利坚小姐和媒体神话》一文中所写，这可能会导致让人们相信，女性只是想“赶时髦，得到异性的青睐”。
参与象征性焚烧胸罩等活动的女性可能会被一些人视为违法的激进分子——他们被视作“渴望以此来夺人眼球”。这种观点也可能变相地肯定了女权主义反对者的努力，支持了这些人使该运动无效的愿望。 一些女权活动人士认为，反女权主义者利用燃烧文胸的故事和不戴文胸的主题来淡化或否定抗议者当天试图实现的目标以及整个女权运动。约瑟夫·坎贝尔将（大众）随之而来的反应描述为“诋毁和淡化了妇女解放运动的目标”。

### 不再有美利坚小姐
抗议的策划者在活动前制作了一份新闻稿，后来变成了一本名为“不再有美利坚小姐！”的小册子。这本小册子呼吁女性“找回自我”。由罗宾·摩根撰写，它列出了美利坚小姐的十大特征，摩根认为美利坚小姐的选美比赛贬低了女性。
对女性“胸大无脑 / 以貌取人”等有辱人格的描述——摩根写道，选美选手恰恰是这种刻板印象的缩影——而选美比赛的目的就是要求我们成为那样的女性。路上的游行隐喻着四健会（4-H Club）的县集市——在那里，紧张兮兮的动物会被根据牙齿、羊毛等进行评判，而最好的“样本”将会获得蓝丝带。选美比赛自 1921 年创办以来，只能有白人参赛者作为决赛选手，这场比赛也被嘲笑是“玫瑰中的种族主义”。他们批评获胜者以“拉拉队长”的身份访问外国军队，称其为“军事死亡吉祥物”。美利坚小姐代表了“我们的孩子们正在为之奋斗的纯洁的爱国美国女性气质”。
她写道，美利坚小姐就是选美大赛赞助者们行走的广告牌，她们会以“诚实、客观”的态度为你的产品进行广告和电视宣传。在作者看来，这无疑是场骗局。对于选美比赛，她认为，所谓的“美国神话”只是在鼓励压迫——即：要么赢，要么不名一文的竞争病——“选美”只是创造了一个被“利用”的赢家和四十九个“没用”的输家。作者批评称“女性年复一年工具人一样的生活——还有什么是像去年的美利坚小姐那样被弃如敝履呢？如同这个社会所信奉的真理那样——对年龄的歧视和对青春的盲目崇拜。”
她将这次选美大赛与《花花公子》的插页女郎相比，称其为圣母-妓女情结（Madonna whore complex）。 作者指责这项竞赛需要女性表现得温驯且不关心政治，忽视了个性、口才、智慧和奉献精神等特征，将其称之为“平庸王座上的无关紧要的王冠”。小册子写道，选美比赛将“美利坚小姐等同于个人梦想”，小女孩们将其视作她们人生倒数第二个目标，而男孩——长大后则应该成为美国总统。男人通过行为被评判，而女人则通过外表被评判。
摩根写道，选美比赛试图控制思想，制造出“美利坚小姐就像大姐姐在看着你”的错觉。它试图强化男性高高在上（施虐者）的形象，让女性服从于外物（e.g 高跟鞋）的卑劣形象更更深入人心；给年轻女性灌输错误的价值观；把女性视作购物狂。 “不再有美利坚小姐了！” 是当时第一本分享该运动理想的公共小册子； 小册子中记录了对选美比赛的不满，概述并预测了这些妇女在争取平等的斗争中可能必须克服的许多问题。这本小册子成为女权主义学术的参考来源。

## 遗产
一部六分钟的纪录片《美利坚小姐的绝境》(Up Against the Wall Miss America, 1968) 讲述了相关抗议活动。
这次活动在很大程度上影响了美国国民——妇女也有权力追求自身权益。这次活动“‘标志着无声抗议的结束’，并使‘妇女解放’和所谓的美丽标准成为全国讨论的话题”。
“不再有美利坚小姐！”被收录在罗宾·摩根编辑的 1970 年选集《Sisterhood Is Powerful（咱们姐妹有力量）》中。

## 民权斗争
同样是在 1968 年 9 月 7 日，在大西洋城，民权示威活动以一场选美比赛的形式进行。非裔美国人和民权活动家们齐聚一堂，为首届美国黑人小姐（Miss Black America）加冕。获胜者是十九岁的费城人桑德拉·威廉姆斯 (Saundra Williams)，之前她一直活跃在民权舞台上。作为马里兰州立大学的学生，她与同学一起组织了黑人意识觉醒运动，并在当地一家拒绝为非裔美国人提供服务的餐馆举行静坐活动。

出生于中产阶级家庭的桑德拉渴望从事社会工作与儿童福利事业。她解释了自己参加比赛的理由：
美利坚小姐无法代表我们，因为选美比赛中从来没有黑人女孩。我的头衔可以向黑人女性展示她们的美丽。 ......很有必要一遍又一遍地说这句话——长期以来我们没有人相信这个事实。但现在我们终于找回自己的信心了。
选美由民权活动家 J. Morris Anderson 组织，在距离会议厅几个街区的丽思卡尔顿酒店举行——而就在当天晚上，美利坚小姐的选美比赛就在那里举行。美国黑人小姐参赛者在比赛前乘坐敞篷车队穿过大西洋城的街道，受到了热烈的欢呼和掌声——尤其是来自黑人社区成员的鼓舞。
美国黑人小姐抗议活动和 NYRW 抗议活动的动机并不相同。 NYRW 抗议所谓的“美丽标准”，以及维护这些标准的选美比赛。美国黑人小姐抗议者对美丽标准的定义没有任何不满——尽管比赛更偏爱白人女性。NYRW 想要废除对女性“美丽”的定义，但美国黑人小姐抗议者希望的是去除选美比赛中的种族歧视。
女权主义抗议者兼组织者罗宾·摩根表示：“我们对美国黑人小姐和美国白人小姐的困境感到遗憾，但我们理解黑人所面临的问题。”